# Jak siostry
Jak siostry (mk. Sestri) – dramat filmowy z 2021 roku koprodukcji północnomacedońsko-kosowsko-czarnogórskiej w reżyserii Diny Dumy. W głównej roli wystąpiły Antonija Belazelkoska i Mia Giraud. Film miał premierę 23 sierpnia 2021 roku na 55. MFF w Karlowych Warach. W 2022 roku został zgłoszony do rywalizacji o Oscara w kategorii filmu nieanglojęzycznego z ramienia Macedonii Północnej, lecz nie uzyskał nominacji.

## Fabuła
Nastoletnie Maya i Jana chodzą razem do klasy i spędzają razem praktycznie każdą wolną chwilę. Przyjaciółki zostają zaproszone na imprezę, na której są świadkami sytuacji, podczas której popularna, lecz prywatnie nielubiana przez nie Elana, uprawia seks z chłopakiem, w którym od lat zauroczona jest Maya. Postanawiają nagrać sytuację telefonem i pod namową Jany, Maya upublicznia materiał w internecie. Przez najbliższe dni Elana traci na reputacji i wkrótce między ich trójką dochodzi do konfrontacji, na skutek której uwieczniona na nagraniu dziewczyna przypadkowo wpada do rzeki. Maya ma zamiar zgłosić wypadek na policję, lecz Jana jest temu przeciwna. Maya musi znaleźć w sobie siły, aby przeciwstawić się dominującej w relacji przyjaciółce i wyjaśnić zdarzenia z feralnego wieczoru.

## Obsada
- Antonija Belazelkoska jako Maya
- Mia Giraud jako Jana
- Marija Jancevska jako Elena
- Hanis Bagashov jako Chris
- Ognen Drangovski jako ojciec Mayi[1]

## Nagrody i nominacje
| Nagroda                                                     | Kategoria                                                  | Wynik     |
| ----------------------------------------------------------- | ---------------------------------------------------------- | --------- |
| Międzynarodowy Festiwal Operatorów Filmowych „Braci Manaki” | Złota Kamera – Udział w konkursie głównym (Naum Doksevski) | nominacja |
| Międzynarodowy Festiwal Filmowy w Karlowych Warach          | Nagroda ‘East of West’ – Udział w konkursie (Dina Duma)    | nominacja |